# Himalopsyche lepcha
Himalopsyche lepcha är en nattsländeart som beskrevs av Schmid 1963. Himalopsyche lepcha ingår i släktet Himalopsyche och familjen rovnattsländor. Inga underarter finns listade i Catalogue of Life.